# Singapour aux Jeux du Commonwealth
Singapour participe aux Jeux du Commonwealth depuis les Jeux de 1958 à Cardiff, et a pris part à tous les Jeux depuis cette date. Les Singapouriens ont remporté à ce jour quatre-vingt-six médailles, dont trente-et-une en or. Le pays s'est montré une puissance conséquente en tennis de table, avec quarante-quatre médailles dont dix-huit en or dans cette discipline ; les Singapouriennes ont notamment remporté l'or au doublé femmes sans interruption depuis 2002. Singapour connaît également de bons résultats en tir sportif et en badminton.

## Médailles
Résultats par Jeux :
| Année | Médaille d'or | Médaille d'argent | Médaille de bronze | Total |
| ----- | ------------- | ----------------- | ------------------ | ----- |
| 1958  | 2             | 0                 | 0                  | 2     |
| 1962  | 2             | 0                 | 0                  | 2     |
| 1966  | 0             | 0                 | 0                  | 0     |
| 1970  | 0             | 1                 | 1                  | 2     |
| 1974  | 0             | 0                 | 1                  | 1     |
| 1978  | 0             | 0                 | 0                  | 0     |
| 1982  | 0             | 0                 | 1                  | 1     |
| 1986  | 0             | 0                 | 1                  | 1     |
| 1990  | 0             | 0                 | 0                  | 0     |
| 1994  | 0             | 0                 | 0                  | 0     |
| 1998  | 0             | 0                 | 0                  | 0     |
| 2002  | 4             | 1                 | 7                  | 12    |
| 2006  | 5             | 6                 | 7                  | 18    |
| 2010  | 10            | 12                | 8                  | 30    |
| 2014  | 8             | 5                 | 4                  | 17    |
| Total | 31            | 25                | 30                 | 86    |

Athlètes ayant remporté au moins quatre médailles d'or aux Jeux :
| Nom           | Médailles d'or | Jeux             | Discipline      | Épreuves                                               |
| ------------- | -------------- | ---------------- | --------------- | ------------------------------------------------------ |
| Li Jiawei     | six            | 2002, 2006, 2010 | Tennis de table | Doubles femmes et mixtes, équipe femmes                |
| Yang Zi       | cinq           | 2006, 2010, 2014 | Tennis de table | Simple hommes, doubles mixtes, équipe hommes           |
| Zhang Xueling | cinq           | 2002, 2006       | Tennis de table | Simple femmes, doubles femmes et mixtes, équipe femmes |
| Feng Tianwei  | quatre         | 2010, 2014       | Tennis de table | Simple, doubles et équipe femmes                       |